# The Trance
The Trance – album amerykańskiego saksofonisty jazzowego Bookera Ervina, wydany w 1966 roku z numerem katalogowym PR 7462 nakładem Prestige Records. Muzykę na płytę zarejestrowano w trakcie tej samej sesji, podczas której powstał materiał zawarty na longplayu Setting the Pace.

## Powstanie
Materiał na płytę został zarejestrowany 27 października 1965 roku w niemieckim Monachium. Utwory wykonali: Booker Ervin (saksofon tenorowy), Jaki Byard (fortepian), Reggie Workman (kontrabas), Alan Dawson (perkusja). Produkcją albumu zajął się Don Schlitten.

## Lista utworów
Opracowano na podstawie materiału źródłowego.
Wydanie LP
Strona A
| Nr | Tytuł utworu | Muzyka       | Długość |
| -- | ------------ | ------------ | ------- |
| 1. | „The Trance” | Booker Ervin | 19:39   |
|    |              |              | 19:39   |

Strona B
| Nr | Tytuł utworu               | Muzyka     | Długość |
| -- | -------------------------- | ---------- | ------- |
| 1. | „Speak Low”                | Kurt Weill | 15:09   |
| 2. | „Groovin’ at the Jamboree” | Ervin      | 6:38    |
|    |                            |            | 21:47   |

## Twórcy
Opracowano na podstawie materiału źródłowego.
Muzycy:
- Booker Ervin – saksofon tenorowy
- Jaki Byard – fortepian
- Reggie Workman – kontrabas
- Alan Dawson – perkusja

Produkcja:
- Don Schlitten – produkcja muzyczna
- Willie Schmidt – inżynieria dźwięku
- Michael Morgan – liner notes